# Acyphoderes parva
Acyphoderes parva är en skalbaggsart som beskrevs av Chemsak och Linsley 1979. Acyphoderes parva ingår i släktet Acyphoderes och familjen långhorningar. Inga underarter finns listade i Catalogue of Life.